# Cronache di Enrico di Livonia
La Cronaca di Enrico di Livonia (in lingua latina Heinrici Chronicon Livoniae) è un documento che descrive gli eventi storici accaduti in Livonia (corrispondente alle attuali Estonia e Lettonia) e aree circostanti dal 1180 al 1227. Oltre ai pochi riferimenti nella Cronaca degli anni passati compilato nel XII secolo in Rus' di Kiev, è il più antico documento scritto sulla storia di questi paesi. Per molti episodi nelle prime fasi della cristianizzazione dei popoli del Baltico orientale, la Cronaca di Enrico è la prova più importante rimasta, a parte la Cronaca rimata della Livonia (Livländische Reimchronik) e la Prima Cronaca di Novgorod.

## Antefatto
La chiamata papale per una Crociata alla fine del XII secolo, non ispirò soltanto la disastrosa Quarta crociata che culminò con la Presa di Costantinopoli nel 1204, ma anche una serie di simultanee "Crociate del Nord" che sono meno note al pubblico dell'Europa occidentale, ma nel lungo periodo sono state un successo. Prima delle crociate, la regione della Livonia era una società mista, pagana dove i mercanti della Lega Anseatica incontravano i commercianti di Novgorod, e dove germanici, scandinavi e russi creavano un miscuglio di culture e di culti. Governanti scandinavi e ordini militari e cavallereschi tedeschi, guidati dai principi-vescovi tedeschi conquistarono e ripopolarono il mondo Baltico e lo inserirono nell'orbita occidentale.

## Contenuto
Il Chronicon di Enrico di Livonia fornisce resoconti di testimoni oculari degli eventi, con una storia preziosa e profondamente umana. Esse permettono di comprendere, non solo le operazioni militari in Oriente durante questo tumultuoso periodo, ma dai comportamenti conflittuali di un testimone oculare, rivelano la complessità di motivazioni religiose strettamente intrecciate con scopi politici. L'altro famoso testo iniziale livoniano, la Cronaca rimata della Livonia / Livländische Reimchronik (v. Bibliografia) ha un diverso valore storico, essendo sostanzialmente un testo scritto da un cavaliere teutonico o come "libro da tavola" per i confratelli o per invitare nuovi crociati sul Baltico.
Le Cronache sono costituite da quattro libri.
- Il primo libro, "Sulla Livonia" descrive eventi occorsi fra il 1186 ed il 1196: l'arrivo del primo vescovo di Ikšķile, Meynard ed il battesimo dei livoniani.
- Il secondo libro, "Sul vescovo Berthold" descrive eventi fra il 1196 ed il 1198: l'arrivo del secondo vescovo di Ikšķile Berthold di Hannover e la sua morte nella battaglia con i livoniani vicino a quella che diventerà la città di Riga.
- Il terzo libro, "Sul vescovo Albert" descrive eventi accaduti fra il 1198 ed il 1208: l'arrivo del terzo vescovo di Ikšķile, Albrecht von Buxthoeven, la fondazione dell'Ordine dei Cavalieri Cristiani dei Cavalieri portaspada, la conquista e spartizione della Livonia fra il Vescovado di Livonia e l'Ordine dei Cavalieri, le guerre con i principi di Polotsk e lituani, la conquista del principato di Koknese e della terra dei selonici.
- Il quarto libro, "Sull'Estonia" descrive eventi fra il 1208 ed il 1226: la campagna contro le contee estoni, la conquista del principato di Jersika, le guerre con curoniani, semigalli, lituani e principi di Pskov e Novgorod.

Il manoscritto originale non è pervenuto. Esistono però sedici copie differenti, datate dal XIV al XIX secolo, la più antica delle quali è il Codex Zamoscianus, scritto su pergamena e datato intorno alla fine del XIII secolo. Il Codex Zamoscianus è incompleto, visto che il testo delle Croniche termina al XXIII capitolo. Il Codex Zamoscianus è attualmente conservato presso la Biblioteca nazionale polacca a Varsavia.
Il materiale online in lingua inglese è molto scarso, anche se vi sono alcune eccezioni.
In internet si può anche vedere l'immagine della pagina di un manoscritto.

## Autore
L'autore delle Cronache fu Enrico di Lettonia (Henricus de Lettis). Le cronache dicono che era un prete cattolico che è stato testimone della maggior parte degli eventi descritti. Si pensa sia nato tra il 1180 e il 1188. Enrico era probabilmente tedesco, recante un cognome tedesco e coerente riferimento ai tedeschi nella prima persona plurale, ma è anche possibile che provenisse dalla Livonia. Aveva una formazione completamente tedesca e cattolica e da giovane era stato assegnato alla casa del Principe Vescovo Albrecht von Buxthoeven. Venne ordinato sacerdote nel 1208, fondò una parrocchia e visse la sua vita in pace.
Le sue Cronache sono state scritte secondo un punto di vista ecclesiastico, visto che la storia della Chiesa è stata la storia essenziale della Livonia. Le Cronache potrebbero aver avuto origine come una relazione al legato pontificio Guglielmo di Modena, a cui Enrico era stato assegnato come interprete dal 1225 al 1227. Il legato, uno dei diplomatici più abili del papato, era in Livonia per mediare una disputa tra i Cavalieri portaspada e le rivendicazioni territoriali dei vescovi cattolici di quel territorio.